# Adam Frans van der Meulen

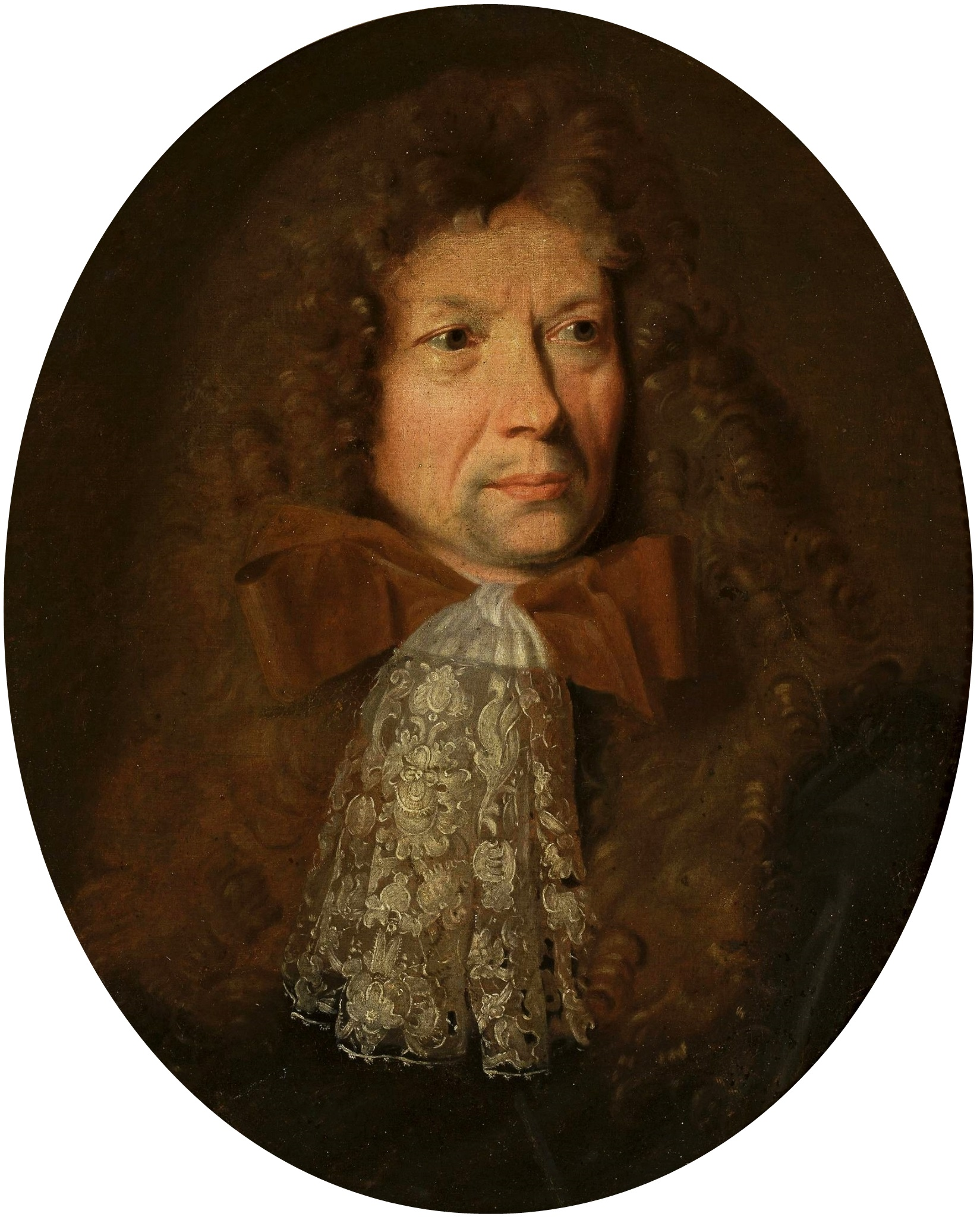
Portret van Adam Frans van der Meulen door Nicolas de Largillière

Adam Frans van der Meulen, (Brussel, 11 januari 1632 - Parijs, 15 oktober 1690) was een Vlaamse barokschilder. Hij geniet vooral bekendheid met zijn taferelen van militaire campagnes en veroveringen. Van der Meulen schilderde ook portretten, jachttaferelen, schilderijen van kastelen en landschappen.  Hij maakte ontwerpen voor prenten en wandtapijten.
Hij werkte in dienst van de Franse koning Lodewijk XIV van Frankrijk voor wie hij zijn overwinningen, zijn nieuwe bezittingen en portretten schilderde. Hij was instrumenteel in het opbouwen van het propagandistische beeld van de Franse koning als de 'Zonnekoning'. Zijn gevechtsscènes hadden een belangrijke invloed op de ontwikkeling van het genre van de militaire schilderkunst in Frankrijk.

## Leven
Adam Frans van der Meulen werd geboren in Brussel, waar hij op 11 januari 1632 werd gedoopt. Hij was de oudste van de zeven kinderen van Pieter van der Meulen en zijn tweede vrouw Maria van Steenwegen. Zijn vader was een gerespecteerd notaris. Hij werd op 16-jarige leeftijd leerling van Pieter Snayers, de beroemde schilder van oorlogstaferelen, stillevens, dieren en jachtscènes.

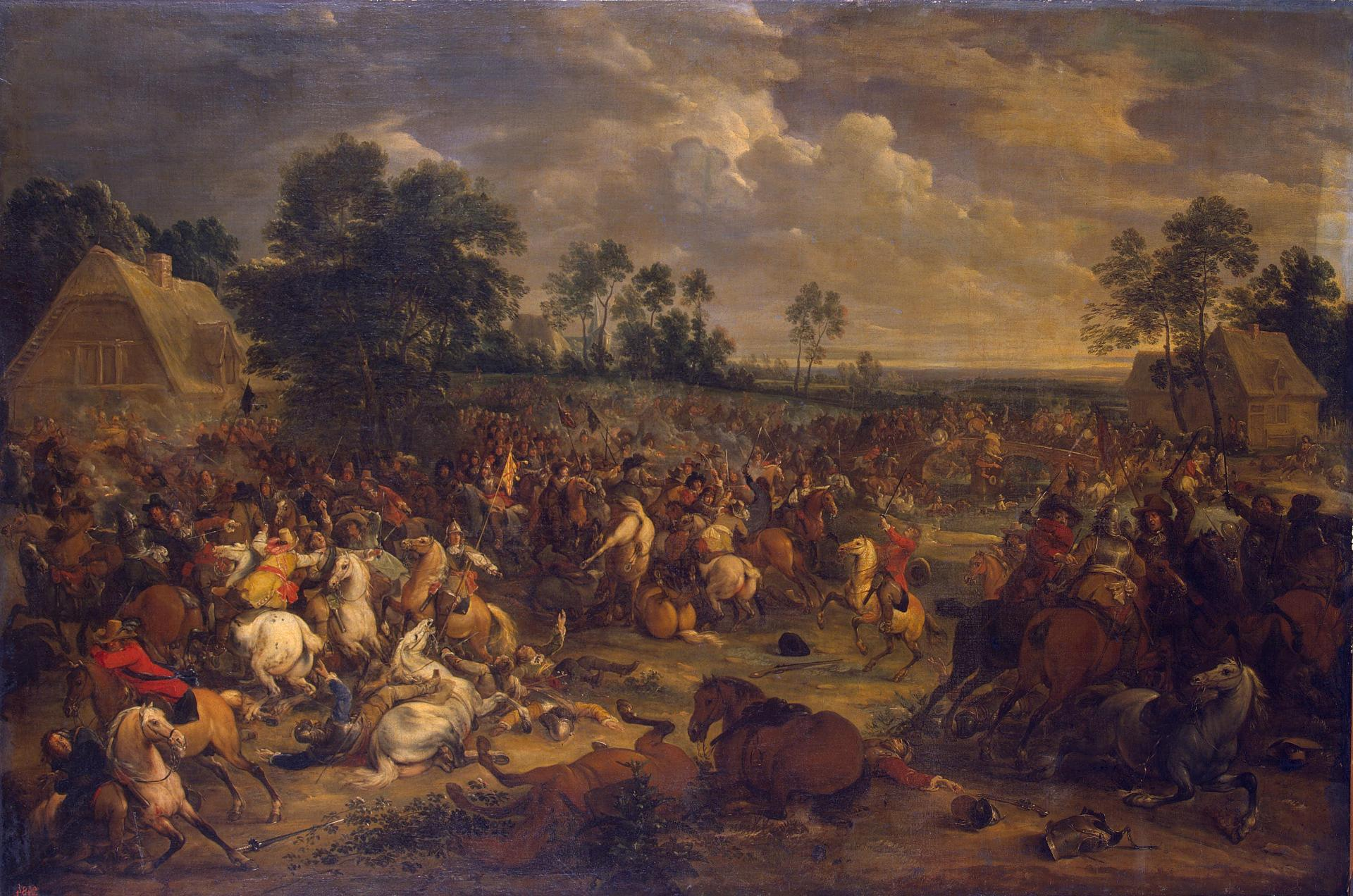
Veldslag, 1657

Van der Meulen slaagde erin de stijl van Snayers zo te imiteren en te perfectioneren dat zijn werken tot over de grenzen heen in trek waren. De Franse minister Jean-Baptiste Colbert nodigde, op aanbeveling van de eerste hofschilder Charles Lebrun in 1664 Van der Meulen uit om in Franse hofdienst te komen werken. Hij werd 'peintre des batailles du Roy' in het instituut Manufacture des Gobelins. Daar was hij als tapijtontwerper weliswaar ondergeschikt aan Lebrun, maar hij was het hoofd de 'Peintre des Conquestes de Sa Majesté'. In het zog van de legers van Lodewijk XIV schilderde hij de veldtocht tegen de Zuidelijke Nederlanden, onder andere de inname van Charleroi (2 juni 1667), van Aat (6 juni 1667), van Namen (30 juni 1667) van Rijsel (27 augustus 1667), de aankomst van de koning te Doornik, de intrede van Lodewijk XIV samen met koningin Maria Theresia te Dowaai (23 juli 1667) en het beleg van Kamerijk (28 maart 1677 tot 5 april 1677). Van der Meulen raakte op deze wijze als Zuid-Nederlander betrokken bij de invasie van zijn eigen land. Zijn opdracht was het om de veroverde plaatsen te tekenen. Die tekeningen waren een voorbeeld voor de later gemaakte wandtapijten en schilderijen. Veel van deze schilderijen kwamen mogelijk in handen van Maximiliaan II Emanuel van Beieren (of die liet kopieën maken) en zijn te zien in het Slot Schleissheim nabij München.

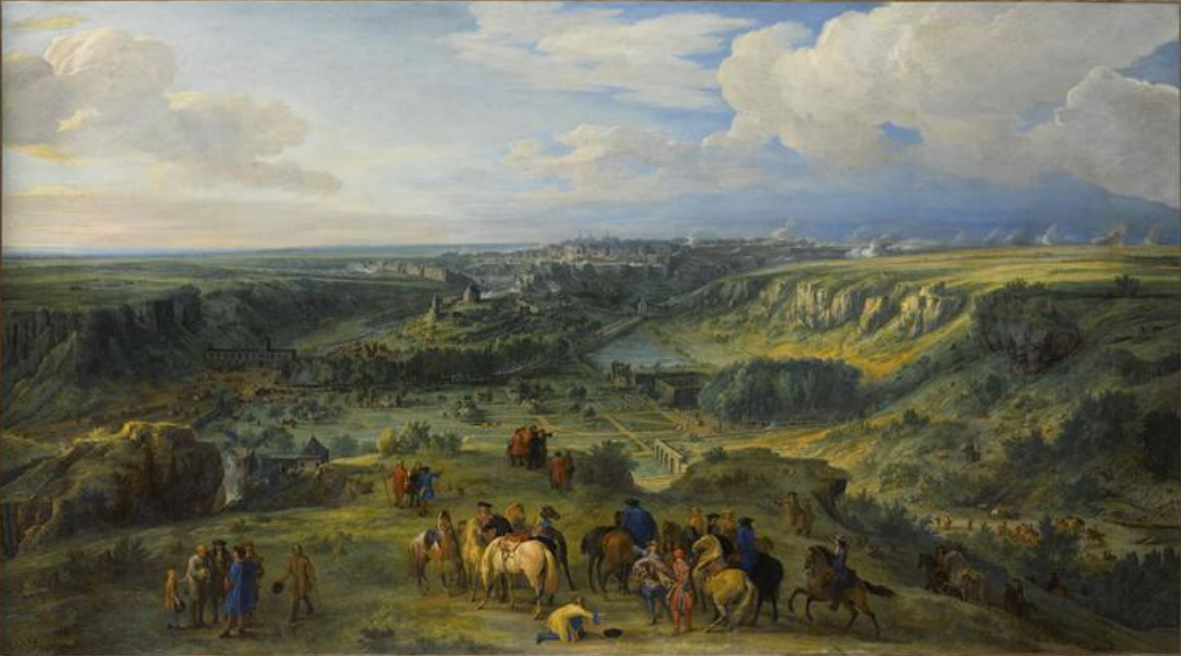
Gezicht op de stad Luxemburg vanuit de baden van Mansfeld (op 3 juni 1684)

Van der Meulen blonk uit in de herkenbaarheid van mensen en van plaatsen.
Hij maakte vele topografische tekeningen ten behoeve zijn schilderijen.
Van der Meulen woonde en werkte in de Manufacture des Gobelins te Parijs, hertrouwde in 1679 met Catherine de Lobré en huwde in 1681 met Marie de By, een nicht van Lebrun, die hem zes kinderen schonk. In 1669 eerde Lodewijk XIV Van der Meulen, door diens zoon bij de doop te dragen. In 1673 werd hij als lid van de prestigieuze Koninklijke academie voor beeldhouw- en schilderkunst te Parijs ingeschreven als “peintre des conquêtes du Roi”, in 1681 werd hij benoemd tot “conseiller”  en in 1686 tot “premier conseiller” van dezelfde academie.

## Geselecteerde werken

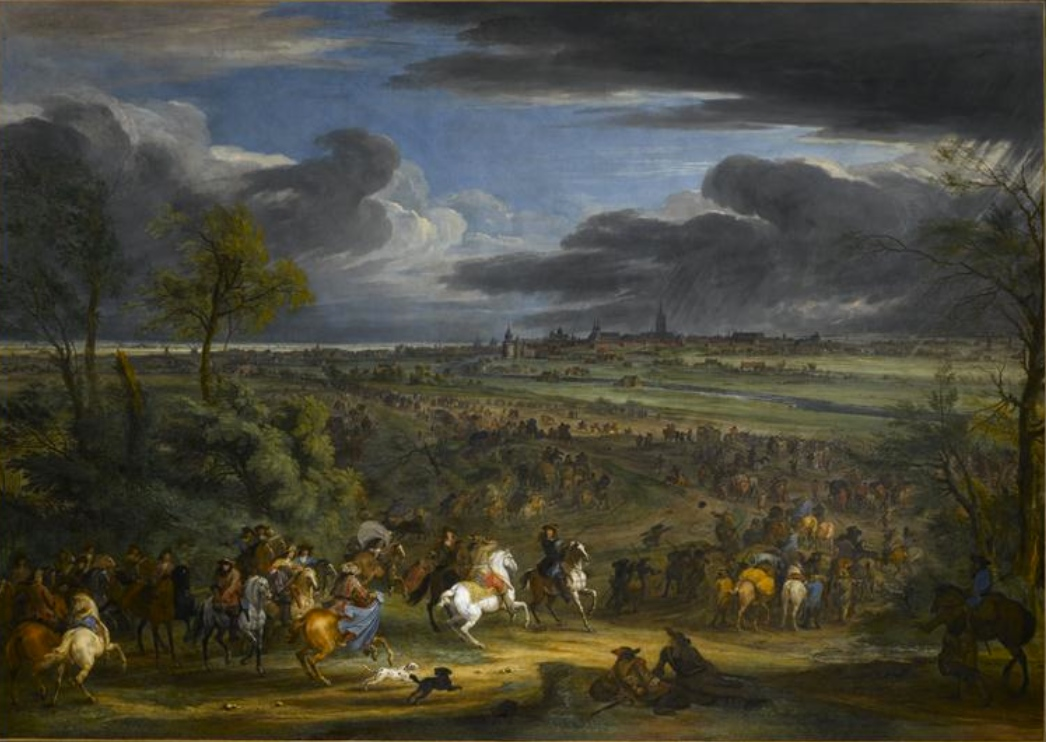
Het Franse leger voor Kortrijk (1667) (Versailles)
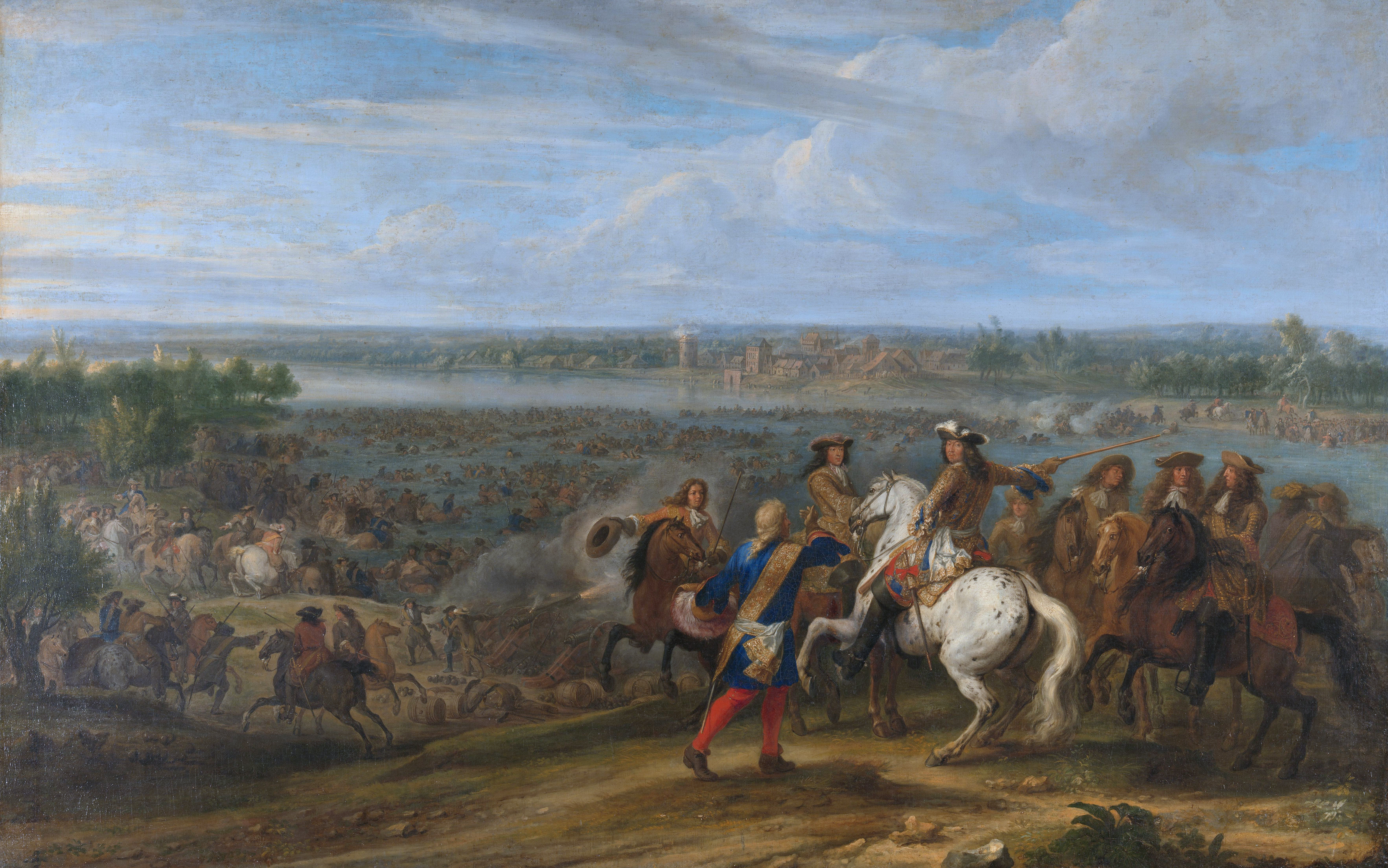
Lodewijk XIV trekt bij het Tolhuis bij Lobith de Rijn over, 12 juni 1672 door Adam Frans van der Meulen, Rijksmuseum Amsterdam
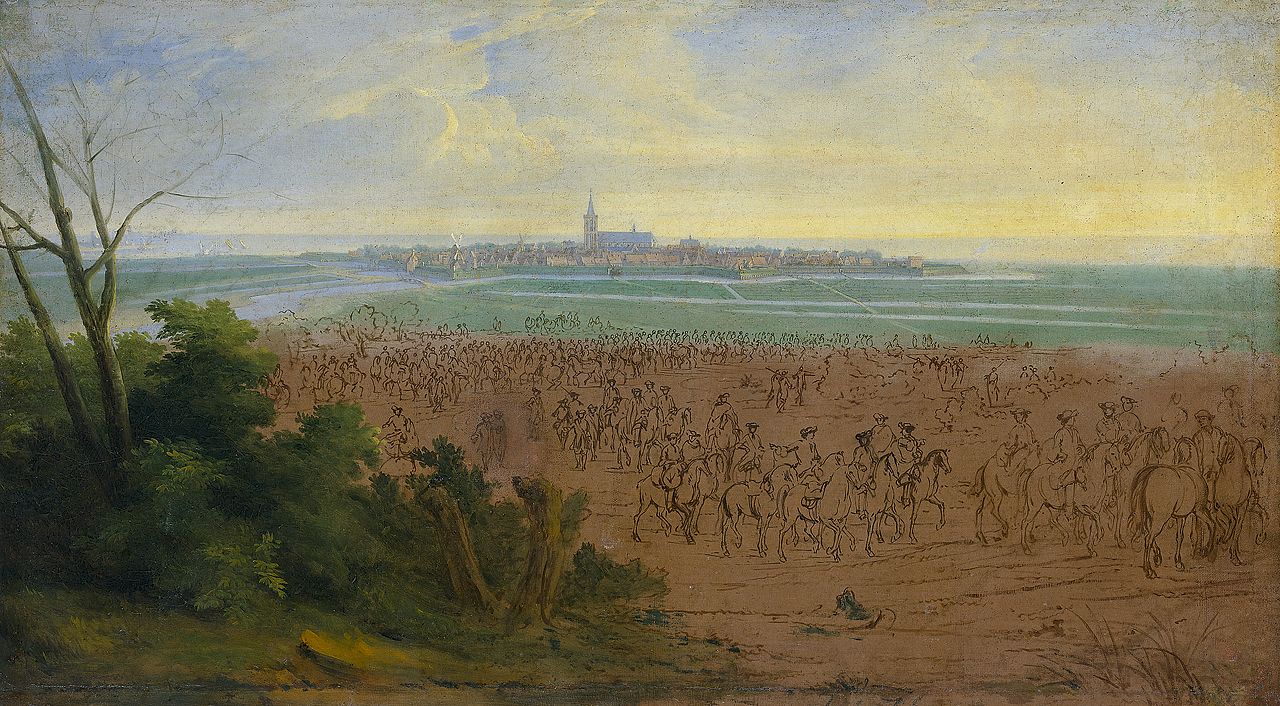
Het Franse leger voor Naarden op 20 juli 1672 door Adam Frans van der Meulen, Rijksmuseum Amsterdam

- Biblioteca Nacional de España: XX1064686
- Bibliothèque nationale de France: cb14959945x (data)
- Biografisch Portaal: 58779643
- Stuttgart Database of Scientific Illustrators 1450–1950: 9327
- Gemeinsame Normdatei: 118977156
- International Standard Name Identifier: 0000 0001 2121 8330
- KulturNav: 3813f582-5d94-419c-8ef6-11d2d5683f01
- Library of Congress Control Number: n91096895
- National Gallery of Victoria: 5223
- Nationale Bibliotheek van Polen: a0000002014757
- Nederlandse Thesaurus van Auteursnamen: 070786607
- RKD-Nederlands Instituut voor Kunstgeschiedenis: 55593
- Système universitaire de documentation: 029789400
- Museum of New Zealand Te Papa Tongarewa: 1548
- Union List of Artist Names: 500025133
- Virtual International Authority File: 15041969
- WorldCat: E39PBJfCr3cDKbRXbWC7QWpgKd